# Paper Towns (film)
Paper Towns är en amerikansk romantisk komedifilm/dramafilm från 2015 i regi av Jake Schreier, baserad på John Greens ungdomsroman med samma namn, som på svenska går under namnet Pappersstäder. Filmen, vars manus är skrivet av Scott Neustadter och Michael H. Weber, spelades in i North Carolina under november och december månad 2014, och hade både svensk och amerikansk biopremiär den 24 juli 2015. Huvudrollerna i filmen spelas av Nat Wolff och Cara Delevingne.

## Rollista
- Nat Wolff – Quentin "Q" Jacobsen
  - Josiah Cerio – unga "Q"
- Cara Delevingne – Margo Roth Spiegelman
  - Hannah Alligood – unga Margo
- Halston Sage – Lacey Pemberton
- Austin Abrams – Benjamin "Ben" Starling
  - Kendall McIntyre – unga Ben
- Justice Smith – Marcus "Radar" Lincoln
- Jaz Sinclair – Angela
- Cara Buono – Connie Jacobsen
- Griffin Freeman – Jason "Jase" Worthington
- Caitlin Carver – Rebecca "Becca" Arrington
- Meg Crosbie – Ruthie Spiegelman
- Susan Macke Miller – Debbie Spiegelman
- Tom Hillmann – Josh Spiegelman
- RJ Shearer – Chuck Parson
- Jim Coleman – Detektiv Otis Warren
- Lane Lovegrove – Robert Joyner
- Ansel Elgort (cameo) – Mason
- Stevie Ray Dallimore – Hank Jacobsen
- John Green (röst) – Dwight Arrington